# Oa Khoát Đài
Oa Khoát Đài (tiếng Mông Cổ: ᠥᠭᠡᠳᠡᠢ; k. 1186 – 11 tháng 12 năm 1241) là con trai thứ ba của Thành Cát Tư Hãn và là Đại Hãn thứ hai của đế quốc Mông Cổ sau khi cha của ông chết (xen giữa là khoảng thời gian nhiếp chính của em trai ông, Đà Lôi, từ 1227 tới 1229). Ông tiếp tục công việc mở rộng đế quốc mà cha của ông đã bắt đầu, và là Đại Hãn khi đế quốc Mông Cổ đạt tới đỉnh cao của sự mở rộng về phương tây trong quá trình xâm chiếm châu Âu. Giống như tất cả những người con khác của Thành Cát Tư Hãn, ông tham gia một cách tích cực vào việc chinh phục tại miền tây Trung Quốc và Trung Á.

## Thân thế
Oa Khoát Đài là con trai thứ ba của Thành Cát Tư Hãn, và được đại hãn này coi là người con yêu thích nhất của ông, ngay từ khi Oa Khoát Đài còn là một đứa trẻ. Khi trưởng thành, Oa Khoát Đài được biết đến vì khả năng gây ảnh hưởng tới những người hay nghi ngờ trong bất kỳ cuộc tranh luận nào mà ông tham dự, đơn giản là do sức thuyết phục từ nhân cách của ông. Ông có vóc người cao lớn, được đánh giá là vui tính, có sức lôi cuốn quần chúng rất cao, thông minh và kiên định. Uy tín của ông được quy là một phần của thành công của ông trong việc giữ cho đế quốc Mông Cổ đi đúng đường lối mà cha của ông đã vạch ra.
Oa Khoát Đài cũng được biết đến như là một người khiêm tốn, người hiểu các nhược điểm của mình, và không tự coi mình là một thiên tài, biết lắng nghe và trọng dụng các vị lão tướng dưới quyền cha mình, cũng như những người mà bản thân ông cho là có khả năng nhất. Giống như những người Mông Cổ khác vào thời kỳ đó, ông đã được nuôi dưỡng và đào tạo như là một chiến binh ngay từ khi còn nhỏ, và trong vai trò là con trai của Thành Cát Tư Hãn nên ông là một phần trong kế hoạch của cha mình trong việc thiết lập một đế quốc toàn thế giới. Kinh nghiệm quân sự của ông đáng chú ý ở điểm là ông sẵn lòng lắng nghe các tướng của mình cũng như khả năng thích ứng với hoàn cảnh. Ông cũng là người cực kỳ thực dụng, giống như cha đẻ của mình, và nhìn nhận công việc ở kết quả cuối cùng chứ không phải nhìn vào cách thức thực hiện. Sự kiên định trong tính cách và làm mọi việc trên cơ sở có căn cứ tin cậy là những đặc điểm mà cha của ông đánh giá cao nhất đối với ông, và điều này đã đặt ông vào vị trí của người kế vị, chứ không phải hai người anh của ông là Truật Xích và Sát Hợp Đài.

## Trị vì
Ông được bầu làm Đại Hãn năm 1229, theo kết quả của hội nghị kurultai (khố lý nhĩ đài) diễn ra sau khi Thành Cát Tư Hãn chết. Điều này chưa bao giờ bị thách thức do nó là mong muốn rõ ràng của Thành Cát Tư Hãn rằng Oa Khoát Đài sẽ là người kế vị ông. Nhờ vào cơ chế tổ chức mà Thành Cát Tư Hãn để lại cũng như uy tín của Oa Khoát Đài mà phần lớn các công việc và vấn đề của đế quốc Mông Cổ vẫn giữ được sự ổn định trong thời gian trị vì của ông. Cũng cần phải bổ sung thêm rằng Oa Khoát Đài là người cực kỳ thực dụng và hiểu biết các hạn chế của mình. Ông không có bất kỳ ảo tưởng nào rằng ông là người tương đương với cha mình trong vai trò của cả người chỉ huy quân sự lẫn người tổ chức, và sử dụng các khả năng của bản thân mà ông cho rằng có ưu thế nhất.
Trong thời gian trị vì của ông, người Mông Cổ đã hoàn thành việc tiêu diệt nhà Kim của người Nữ Chân (1115–1234) vào năm 1234, tiến tới việc thôn tính nhà Nam Tống. Năm 1235, dưới sự chỉ huy trực tiếp của ông, người Mông Cổ bắt đầu cuộc chiến tranh thôn tính chỉ kết thúc sau 45 năm, và tạo ra kết quả là sự hợp nhất toàn bộ lãnh thổ Trung Quốc. Quân đội Mông Cổ cũng buộc Triều Tiên trở thành chư hầu, thiết lập sự kiểm soát vĩnh cửu đối với Ba Tư (do Chormagan chỉ huy) và, đáng chú ý nhất, mở rộng về phía tây dưới sự chỉ huy của hãn Bạt Đô (Ba tu) để chinh phục vùng thảo nguyên của Nga. Công cuộc chinh phục của họ về phía tây bao gồm gần như toàn bộ lãnh thổ Nga (ngoại trừ Novgorod trở thành chư hầu),đây là một chiến thắng lớn của Mông Cổ vì đại thắng nước Nga là việc ngay cả Napoléon và Hitler cũng không thể làm được.Tiếp theo Oa Khoát Đài bàn kế hoạch chinh phục Hungary và Ba Lan. Các con trai của Oa Khoát Đài là Khoát Đoan (Kadan) và hãn Quý Do (Güyük) đã tấn công Ba Lan và Transilvania.
Hãn Oa Khoát Đài đã ra lệnh xâm chiếm toàn bộ châu Âu, tiến tới vùng "Biển Lớn" (Đại Tây Dương), và chỉ có cái chết của ông đã ngăn cản việc chôn vùi đầy khả năng đối với Áo, Đức, Italia, Pháp, Tây Ban Nha cũng như các công quốc nhỏ khác tại châu Âu. Trên thực tế, các lực lượng Mông Cổ đã tiến sát tới thành Viên, đã thực hiện chiến dịch quân sự ác liệt trong mùa đông chống lại Áo và Đức trong đợt tiến quân đầu tiên vào Tây Âu, khi Oa Khoát Đài chết. Nhiều nhà sử học tin rằng chỉ có cái chết của ông mới ngăn chặn sự xâm chiếm toàn bộ châu Âu. Một điều không thể nghi ngờ là sự dễ dàng khi người Mông Cổ đánh tan liên quân Đức-Ba Lan và quân thánh chiến Ki-tô giáo tại trận Legnica, và hai ngày sau đó là quân đội Hungary tại trận Mohi, đã không báo trước điềm may cho những lực lượng còn lại của châu Âu.
Sự bành trướng của người Mông Cổ trong gần như toàn bộ châu Á đại lục dưới sự chỉ huy của Oa Khoát Đài đã đem lại sự ổn định chính trị và tái thiết lập con đường tơ lụa, hành trình thương mại chính giữa phương Đông và phương Tây khi đó.

## Sau khi chết
Oa Khoát Đài chết năm 1241, làm cho công cuộc chinh phục châu Âu của người Mông Cổ chấm dứt sớm hơn dự kiến. Các tướng lĩnh chỉ huy được biết tin xấu này khi họ đang trên đường tiến tới thành Viên, đã rút lui để về tham dự hội nghị Ikh kurultai tại Mông Cổ, và không bao giờ tiến quân xa như thế về phương tây nữa.
Con trai của ông, Quý Do (1206-1248) cuối cùng đã trở thành người kế vị ông, sau 5 năm nhiếp chính của vợ ông là đại hoàng hậu Bột Lạt Cáp Chân (Töregene Khatun). Nhưng Bạt Đô (1205-1255), hãn của hãn quốc Kipchak (hay Kim Trướng hãn quốc) tại Nga, không bao giờ chấp nhận Quý Do, người đã chết khi trên đường tới đe dọa ông. Điều này diễn ra tới tận năm 1255, khi hãn Mông Kha (hay Mông Ca, Mongke - con trai của Đà Lôi) lên kế vị, và Bạt Đô cảm thấy đủ an toàn để có thể lại chuẩn bị cho việc xâm lăng châu Âu. Rất may mắn cho người châu Âu là ông này cũng đã chết trước khi kế hoạch của ông có thể được thực hiện. Con trai của ông là hãn Sartaq cũng có ý định thực hiện điều này, nhưng ông ta cũng đã chết năm 1256. Năm 1258, sau khi em trai của Bạt Đô là Biệt Nhi Ca (Berke) (?-1266) lên trị vì hãn quốc Kipchak thì do là người theo Hồi giáo nên ông này ưa thích việc ngăn chặn mọi ý định của người em họ là hãn Húc Liệt Ngột (Hulagu – con trai Đà Lôi) (1217-1265) trong việc làm tổn hại cho vùng đất thánh của mình thay vì xâm lăng châu Âu. Các nhà sử học đánh dấu sự thoái trào của đế quốc Mông Cổ hợp nhất là sau cái chết của Oa Khoát Đài, mặc dù việc lên ngôi của Mông Kha đã làm ngừng mọi cuộc nội chiến gia đình trong một khoảng thời gian.

## Gia phả
|                 |                 |                 |                 |                 |                 |  |  | Dã Tốc Cai          | Dã Tốc Cai          | Dã Tốc Cai          | Dã Tốc Cai          | Dã Tốc Cai          | Dã Tốc Cai          |            |            |                           |                           |                           |                           |                           |                           |  |  | Nguyệt Luân thái hậu | Nguyệt Luân thái hậu | Nguyệt Luân thái hậu | Nguyệt Luân thái hậu | Nguyệt Luân thái hậu | Nguyệt Luân thái hậu |  |  |                         |                         |                         |                         |                         |                         |              |              |                                   |                                   |                                   |                                   |                                   |                                   |        |        |               |               |               |               |               |               |  |  |
|                 |                 |                 |                 |                 |                 |  |  | Dã Tốc Cai          | Dã Tốc Cai          | Dã Tốc Cai          | Dã Tốc Cai          | Dã Tốc Cai          | Dã Tốc Cai          |            |            |                           |                           |                           |                           |                           |                           |  |  | Nguyệt Luân thái hậu | Nguyệt Luân thái hậu | Nguyệt Luân thái hậu | Nguyệt Luân thái hậu | Nguyệt Luân thái hậu | Nguyệt Luân thái hậu |  |  |                         |                         |                         |                         |                         |                         |              |              |                                   |                                   |                                   |                                   |                                   |                                   |        |        |               |               |               |               |               |               |  |  |
|                 |                 |                 |                 |                 |                 |  |  |                     |                     |                     |                     |                     |                     |            |            |                           |                           |                           |                           |                           |                           |  |  |                      |                      |                      |                      |                      |                      |  |  |                         |                         |                         |                         |                         |                         |              |              |                                   |                                   |                                   |                                   |                                   |                                   |        |        |               |               |               |               |               |               |  |  |
|                 |                 |                 |                 |                 |                 |  |  |                     |                     |                     |                     |                     |                     |            |            |                           |                           |                           |                           |                           |                           |  |  |                      |                      |                      |                      |                      |                      |  |  |                         |                         |                         |                         |                         |                         |              |              |                                   |                                   |                                   |                                   |                                   |                                   |        |        |               |               |               |               |               |               |  |  |
| Biệt Lặc Cổ Đài | Biệt Lặc Cổ Đài | Biệt Lặc Cổ Đài | Biệt Lặc Cổ Đài | Biệt Lặc Cổ Đài | Biệt Lặc Cổ Đài |  |  | Biệt Khắc Thiếp Nhi | Biệt Khắc Thiếp Nhi | Biệt Khắc Thiếp Nhi | Biệt Khắc Thiếp Nhi | Biệt Khắc Thiếp Nhi | Biệt Khắc Thiếp Nhi |            |            | Thiết Mộc Ca Oát Xích Cân | Thiết Mộc Ca Oát Xích Cân | Thiết Mộc Ca Oát Xích Cân | Thiết Mộc Ca Oát Xích Cân | Thiết Mộc Ca Oát Xích Cân | Thiết Mộc Ca Oát Xích Cân |  |  | Hợp Xích Ôn          | Hợp Xích Ôn          | Hợp Xích Ôn          | Hợp Xích Ôn          | Hợp Xích Ôn          | Hợp Xích Ôn          |  |  | Chuyết Xích Cáp Tát Nhi | Chuyết Xích Cáp Tát Nhi | Chuyết Xích Cáp Tát Nhi | Chuyết Xích Cáp Tát Nhi | Chuyết Xích Cáp Tát Nhi | Chuyết Xích Cáp Tát Nhi |              |              | Thiết Mộc Chân (Thành Cát Tư Hãn) | Thiết Mộc Chân (Thành Cát Tư Hãn) | Thiết Mộc Chân (Thành Cát Tư Hãn) | Thiết Mộc Chân (Thành Cát Tư Hãn) | Thiết Mộc Chân (Thành Cát Tư Hãn) | Thiết Mộc Chân (Thành Cát Tư Hãn) |        |        | Bột Nhi Thiếp | Bột Nhi Thiếp | Bột Nhi Thiếp | Bột Nhi Thiếp | Bột Nhi Thiếp | Bột Nhi Thiếp |  |  |
| Biệt Lặc Cổ Đài | Biệt Lặc Cổ Đài | Biệt Lặc Cổ Đài | Biệt Lặc Cổ Đài | Biệt Lặc Cổ Đài | Biệt Lặc Cổ Đài |  |  | Biệt Khắc Thiếp Nhi | Biệt Khắc Thiếp Nhi | Biệt Khắc Thiếp Nhi | Biệt Khắc Thiếp Nhi | Biệt Khắc Thiếp Nhi | Biệt Khắc Thiếp Nhi |            |            | Thiết Mộc Ca Oát Xích Cân | Thiết Mộc Ca Oát Xích Cân | Thiết Mộc Ca Oát Xích Cân | Thiết Mộc Ca Oát Xích Cân | Thiết Mộc Ca Oát Xích Cân | Thiết Mộc Ca Oát Xích Cân |  |  | Hợp Xích Ôn          | Hợp Xích Ôn          | Hợp Xích Ôn          | Hợp Xích Ôn          | Hợp Xích Ôn          | Hợp Xích Ôn          |  |  | Chuyết Xích Cáp Tát Nhi | Chuyết Xích Cáp Tát Nhi | Chuyết Xích Cáp Tát Nhi | Chuyết Xích Cáp Tát Nhi | Chuyết Xích Cáp Tát Nhi | Chuyết Xích Cáp Tát Nhi |              |              | Thiết Mộc Chân (Thành Cát Tư Hãn) | Thiết Mộc Chân (Thành Cát Tư Hãn) | Thiết Mộc Chân (Thành Cát Tư Hãn) | Thiết Mộc Chân (Thành Cát Tư Hãn) | Thiết Mộc Chân (Thành Cát Tư Hãn) | Thiết Mộc Chân (Thành Cát Tư Hãn) |        |        | Bột Nhi Thiếp | Bột Nhi Thiếp | Bột Nhi Thiếp | Bột Nhi Thiếp | Bột Nhi Thiếp | Bột Nhi Thiếp |  |  |
|                 |                 |                 |                 |                 |                 |  |  |                     |                     |                     |                     |                     |                     |            |            |                           |                           |                           |                           |                           |                           |  |  |                      |                      |                      |                      |                      |                      |  |  |                         |                         |                         |                         |                         |                         |              |              |                                   |                                   |                                   |                                   |                                   |                                   |        |        |               |               |               |               |               |               |  |  |
|                 |                 |                 |                 |                 |                 |  |  |                     |                     |                     |                     |                     |                     |            |            |                           |                           |                           |                           |                           |                           |  |  |                      |                      |                      |                      |                      |                      |  |  |                         |                         |                         |                         |                         |                         |              |              |                                   |                                   |                                   |                                   |                                   |                                   |        |        |               |               |               |               |               |               |  |  |
|                 |                 |                 |                 |                 |                 |  |  |                     |                     |                     |                     |                     |                     | Truật Xích | Truật Xích | Truật Xích                | Truật Xích                | Truật Xích                | Truật Xích                |                           |                           |  |  | Sát Hợp Đài          | Sát Hợp Đài          | Sát Hợp Đài          | Sát Hợp Đài          | Sát Hợp Đài          | Sát Hợp Đài          |  |  |                         |                         |                         |                         | Oa Khoát Đài            | Oa Khoát Đài            | Oa Khoát Đài | Oa Khoát Đài | Oa Khoát Đài                      | Oa Khoát Đài                      |                                   |                                   |                                   |                                   | Đà Lôi | Đà Lôi | Đà Lôi        | Đà Lôi        | Đà Lôi        | Đà Lôi        |               |               |  |  |